# Neuhausen/Erzgeb.
Pour les articles homonymes, voir Neuhausen.
Neuhausen/Erzgeb. est une commune de Saxe (Allemagne), située dans l'arrondissement de Saxe centrale, dans le district de Chemnitz.
Neuhausen héberge le premier musée de casse-noix en Europe, qui abrite plus de 5 000 exemples, la plus grande collection de casse-noisettes dans le monde.
Dans la commune se trouve le château de Purschenstein.